# Tamridaea
Tamridaea là một chi thực vật thuộc họ Rubiaceae. Chi này có các loài sau (tuy nhiên danh sách này có thể chưa đủ):
- Tamridaea capsulifera, (Balf.f.) Thulin & B.Bremer